# Aeropuerto Internacional de Chichén Itzá
El Aeropuerto Internacional de Chichén Itzá (Código IATA: CZA - Código OACI: MMCT - Código DGAC: CZA), es un aeropuerto internacional localizado en el municipio de Kaua, Yucatán. Se encuentra a unos kilómetros de Chichén Itzá. Han operado vuelos nacionales como internacionales, el 29 de mayo de 2019 inició operaciones la aerolínea Ecuatoriana Aeroregional, con dos vuelos Chárter por semana.

## Información
A mediados del año 2016 el Gobierno del Estado de Yucatán, concecionó la administración del aeropuerto a la empresa yucateca Grupo Ciclo, quien desde la fecha ha ampliado y remodelado las áreas del aeropuerto, con la creación de zonas de desembarque para carga, así como bodegas de almacenamiento. El aeropuerto tiene tres posiciones y una pista de 2.8 kilómetros de longitud, apta para recibir aviones tipo Boeing 737. Posee estacionamiento propio y su horario oficial de operación es de las 7:00 a las 19:00 horas.

## Historia
El aeropuerto fue reinaugurado por la entonces gobernadora de Yucatán Ivonne Ortega Pacheco y Plácido Domingo, Han aterrizado aeronaves de grandes cantantes como Sarah Brightman, Elton John y Plácido Domingo; se encuentra en proceso de reactivación y modernización y se construye la Carga Aérea de Chichen Itzá.
El aeropuerto fue inaugurado en el año 2000 para sustituir al Antiguo Aeródromo de Chichen Itzá, que se ubica justo al norte de la zona arqueológica y cuenta con una pista inoperativa de 1,270 metros de largo y 30 metros de ancho y una plataforma de aviación de 55x70 metros. La inversión del actual aeropuerto fue de 135 millones de pesos para su construcción lo que tras 17 años de pocas operaciones ha dejado una deuda de 27 millones de pesos, por lo que la terminal pasará a formar parte de los activos del consorcio CICLO (conformado por Intermar, Smartlite, Biosistem, Sana, Localize, entre otras). Este aeropuerto fue planeado como una estructura estratégica para Yucatán para detonar la región Maya con su pista de 2800 metros de largo y 45 de ancho y su plataforma de 225x135 metros que permite recibir grandes aeronaves. Además, cuenta con una terminal con capacidad para recibir 200 mil pasajeros al año, y con instalaciones que cumplen con los requisitos que la ley establece para ser catalogado como un aeropuerto internacional.

## Estadísticas

### Pasajeros
Sólo se muestra muestran vuelos comerciales regulares y vuelos de fletamento, no se incluyen vuelos militares ni de aviación general.
| Año  | Vuelos | Pasajeros | Movimiento de carga (kg) | Año  | Vuelos | Pasajeros | Movimiento de carga (kg) |
| 2022 | 2      | 0         | 2,200                    |      |        |           |                          |
| 2021 | 49     | 3,443     | 0                        | 2006 | 0      | 0         | 0                        |
| 2020 | 0      | 0         | 0                        | 2005 | 2      | 150       | 0                        |
| 2019 | 0      | 0         | 0                        | 2004 | 0      | 0         | 0                        |
| 2018 | 1      | 0         | 10,177                   | 2003 | 4      | 48        | 0                        |
| 2017 | 0      | 0         | 0                        | 2002 | 67     | 1,043     | 0                        |
| 2016 | 0      | 0         | 0                        | 2001 | 68     | 754       | 0                        |
| 2015 | 0      | 0         | 0                        | 2000 | 2      | 100       | 0                        |
| 2014 | 0      | 0         | 0                        | 1999 | 24     | 339       | 0                        |
| 2013 | 0      | 0         | 0                        | 1998 | 766    | 7,071     | 35                       |
| 2012 | 7      | 598       | 0                        | 1997 | 884    | 11,606    | 0                        |
| 2011 | 2      | 44        | 0                        | 1996 | 923    | 19,985    | 86                       |
| 2010 | 1      | 14        | 0                        | 1995 | 771    | 17,711    | 0                        |
| 2009 | 0      | 0         | 0                        | 1994 | 1,290  | 29,982    | 0                        |
| 2008 | 0      | 0         | 0                        | 1993 | 1,107  | 27,336    | 0                        |
| 2007 | 3      | 54        | 0                        | 1992 | 1,045  | 28,827    | 15,868                   |
| ---- | ------ | --------- | ------------------------ | ---- | ------ | --------- | ------------------------ |

## Accidentes e incidentes
- El 5 de mayo de 1989 se estrelló cerca de Playa del Carmen la aeronave BN-2A Trislander de Aero Cozumel con matrícula XA-JPE que partió del antiguo aeropuerto de Chichen-Itzá (unos 13 km al oeste-noroeste de la ubicación del aeropuerto actual), matando a 6 de los 19 ocupantes. La aeronave se estrelló poco después que uno de los pilotos comunicó que estaba intentando un aterrizaje de emergencia debido a fallas del motor. la aeronave tenía como destino Cozumel[5]

- El 12 de septiembre de 2001 se estrelló durante su despegue del Aeropuerto Internacional Kaua la aeronave Let L-410UVP-E de Aeroferinco con matrícula XA-ACM que transportaba turistas norteamericanos rumbo a Cozumel, la aeronave no se elevó más de 500 pies cuando el capitán informó de una falla en el motor derecho, posteriormente se perdió el control de la aeronave y se estrelló. En el accidente murieron los 2 miembros de la tripulación y los 17 pasajeros.[6]

- El 7 de octubre de 2016 la aeronave Cessna 310 con matrícula XB-ONB tuvo un desperfecto en el tren de aterrizaje que no pudo bajar, por lo cual la aeronave tuvo que aterrizar de panza en el Aeropuereto de Chichen-Itzá.[7][8][9]

- El 16 de febrero de 2017 partió de Monterrey la aeronave Piper PA-46 Malibu con matrícula N116TH con rumbo a Cancún, la aeronave no contaba con plan de vuelo y se encontraba cerca de su destino final pero por condiciones climáticas el piloto decidió dirigirse a Kaua, donde antes de aterrizar se presentaron problemas mecánicos y la aeronave sufrió un despiste. Ninguna de las 5 personas a resultaron lesionadas.[10][11][12][13]

- El 21 de diciembre del 2017 una aeronave Cessna 207 Stationair 7 de Aero Saab con matrícula XA-UHL que había partido del Aeropuerto de Playa del Carmen hacia el Aeropuerto Internacional de Kaua. Al poco tiempo de despegar la aeronave sufrió un fallo de motor cayendo en la jungla a la altura de la Terminal Marítima de Calica. Todos a bordo de la aeronave sobrevivieron.[14][15][16]

## Aeropuertos cercanos
Los aeropuertos más cercanos son:
- Aeropuerto Nacional Cupul (64km)
- Estación Aeronaval de Tulum (115km)
- Aeropuerto Internacional de Mérida (130km)
- Aeropuerto Nacional de Playa del Carmen (142km)
- Aeropuerto Internacional de Cozumel (159km)
- Aeropuerto Internacional de Cancún (168km)